# Dimitris Poulikakos

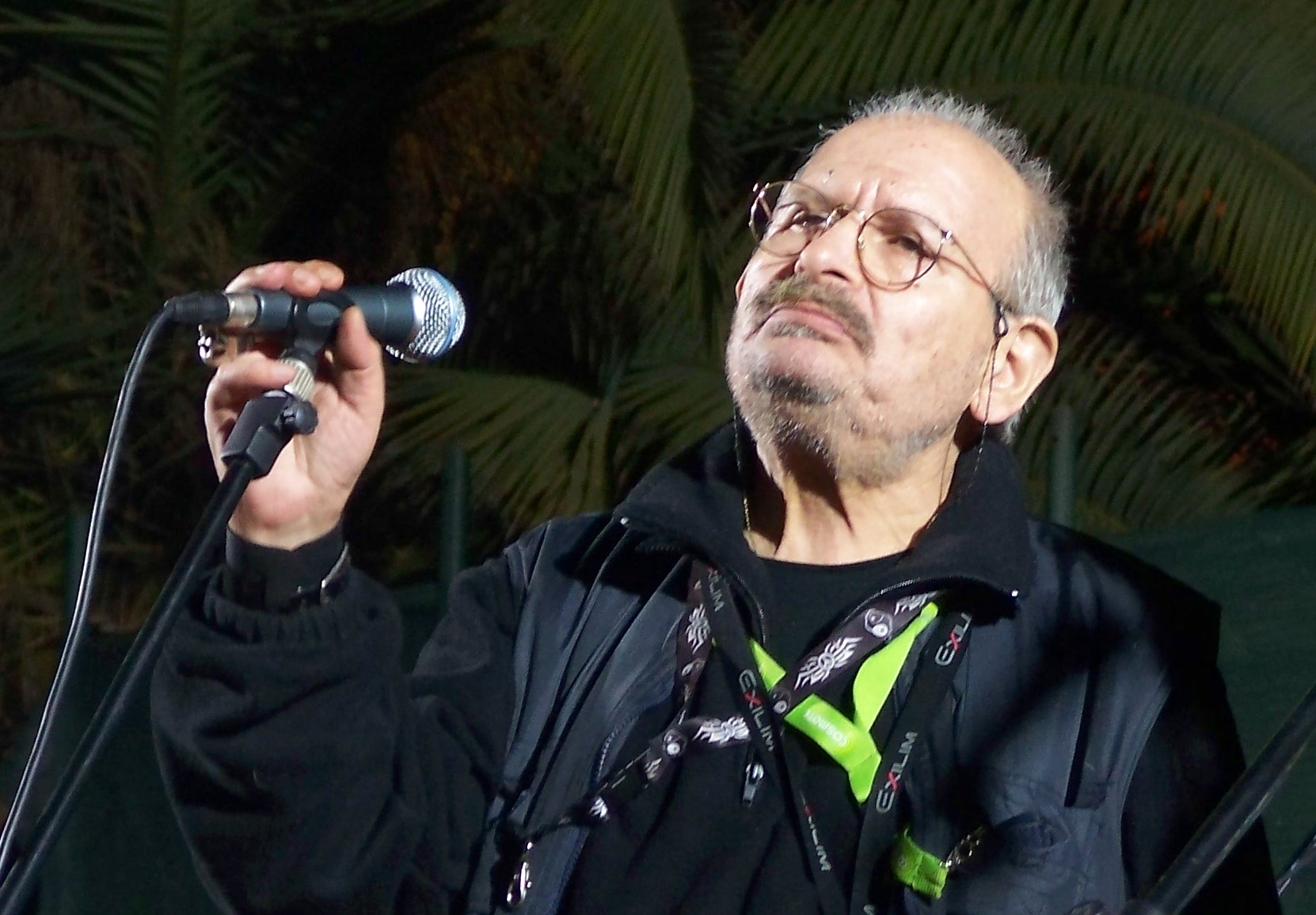
Poulikakos, 2008

Dimitris Poulikakos (* 17. März 1942 in Athen, Griechenland) ist ein griechischer Schauspieler und Rocksänger.
1967 beginnt er seine Karriere als Sänger der griechischen Band „Exadaktylos“. 1979 nimmt er sein erstes Soloalbum „Crazy Love“ auf. Da er seit einiger Zeit auch als Schauspieler tätig war, stellt er gelegentlich auch Songs in seinen Filmen vor. „Yparxo“ & Paul Ankas „Crazy Love“ sind seine bekanntesten Songs. Er singt auf Englisch sowohl auch auf Griechisch. Momentan ist er in der griechischen Filmszene wieder gut im Geschäft.

## Filmografie
- 1978: Idlers Of The Vertile Valley
- 1982: Zwei Verrückte Kinovögel
- 1983: O Drakoulas ton Exarheion
- 1984: Tarnen und Täuschen
- 1987: Geliebtes Land
- 1991: Der schwebende Schritt des Storches
- 1992: Donusa
- 1995: Un bruit qui rend fou
- 1999: Company of Women
- 2008: Athina

## Diskografie
- 1979: Crazy Love
- 2007: 14 Megala Tragoudia